# Mirikənd
Mirikənd è un comune dell'Azerbaigian situato nel distretto di Şamaxı. Conta una popolazione di 1 277 abitanti.